# Tsukihana
tsukihana (月華-tsukihana?) è il tredicesimo singolo della cantautrice giapponese Nana Kitade, pubblicato il 4 febbraio 2009. La versione limitata contiene una bambola di pezza e due tracce inedite. La canzone tsukihana è utilizzata come sigla di apertura della serie anime Jigoku Shōjo Mitsuganae. 

## Tracce
1. tsukihana (月華-tsukihana-?)
2. Kagami no kuni no aria (鏡の国のアリア?)
3. Manon (マノン?)
4. tsukihana ~Jigoku shōjo mitsuganae opening ver.~ (月華-tsukihana-～地獄少女 三鼎 opening ver.～?)